# Barendorf
Barendorf er en kommune i den sydlige centrale del af Landkreis Lüneburg i den tyske delstat Niedersachsen, og byen er administrationsby for Samtgemeinde Ostheide.

## Geografi
Barendorf ligger sydvest for Lüneburg ved vestenden af naturparken Elbufer-Drawehn.
Landskabet er et typisk gestområde, ligesom næsten to tredjedele af området i Niedersachsen.
Barendorf har ingen nævneværdige naturlige vandløb, men Elbe-Seitenkanal der siden 1976 har forbundet havnen i Hamburg med indlandet, løber lige vest for kommunen.